# 1792年神圣罗马帝国议会名录
神圣罗马帝国是由上百个高度自治且独立的政治实体组成的联邦国家。尽管在中世纪早期（萨利安王朝及霍亨斯陶芬王朝时期），皇权相对集中，但是随着时间的推移，各个诸侯开始拥有更多的自治权。由于1792年后爆发的法国大革命战争严重影响了神圣罗马帝国的各个诸侯，且帝国在1806年被迫解散，因此1792年帝国议会的诸侯名录能够有效的了解神圣罗马帝国后期的政治模式。

## 1792年帝国议会结构
1792年法国大革命开始之前，帝国拥有数千诸侯，但只有大约三百个拥有政治独立性以及帝国议会席位。帝国议会分为三部分，选帝侯；帝国贵族领主；帝国自由城市。由于几个世纪以来的领地兼并，许多领主拥有不止一个席位。同样地，由于领地分割，许多领主不得不与家族成员分享一个席位。

### 选帝侯（The Council of Electors）：
1. 波西米亚国王（The King of Bohemia）：皇帝，奥地利大公 利奥波德二世
2. 美因茨大主教（The Archbishop of Mainz）：Friedrich Karl Joseph von Erthal（英语：Friedrich Karl Joseph von Erthal）
3. 特里尔大主教（The Archbishop of Trier）：薩克森的克雷門斯·溫塞斯拉斯
4. 科隆大主教（The Archbishop of Cologne）：Maximilian Francis of Austria（英语：Archduke Maximilian Francis of Austria）
5. 莱茵（普法尔茨）行宫伯爵（Count Palatine of the Rhine）：巴伐利亚公爵 查理四世
6. 萨克森公爵（The Duke of Saxony）：腓特烈·奥古斯都三世
7. 勃兰登堡藩侯（The Margrave of Brandenburg）：普鲁士国王 腓特烈·威廉二世
8. 布伦瑞克-吕讷堡（汉诺威）公爵（The Duke of Brunswick-Lüneburg）：大不列颠国王 乔治三世

### 贵族领主（The Council of Princes）：
根据官方顺序排序：
- 奥地利大公
- 勃艮第公爵

### 帝国自由城市（The Council of Cities）：

#### Rhenish Bench
- 科隆
- 亚琛
- 吕贝克
- 沃尔姆斯, 德国
- 斯派尔
- 法兰克福
- 戈斯拉尔
- 不来梅
- 汉堡
- 米尔豪森
- 诺德豪森
- 多特蒙德
- 弗里德伯格
- 韦茨拉尔

#### Swabian Bench
- 雷根斯堡
- 奥格斯堡
- 纽伦堡
- 乌尔姆
- 内卡河畔埃斯林根
- 罗伊特林根
- 诺德林根
- 罗腾堡
- 罗特韦尔
- 吕伯林根
- 海尔布隆
- 梅明根
- 比伯拉赫
- 拉文斯堡
- 施韦因富
- 肯普滕
- 阿伦
- 博普芬根